# بوب براون (لاعب كرة سلة)
بوب براون (12 نوفمبر 1923 في الولايات المتحدة - 28 يوليو 2016 في الولايات المتحدة) (بالإنجليزية: Bob Brown)‏ هو لاعب كرة سلة أمريكي في مركز هجوم صغير الجسم. لعب مع بروفيدنس ستيمرولرز.

## وصلات خارجية
- بوب براون على موقع إن بي أي (الإنجليزية)
- بوب براون على موقع سبورتس رفرنس (الإنجليزية)
- بوب براون على موقع كلية كرة السلة في سبورتس رفرنس.كوم (الإنجليزية)
- بوب براون على موقع ريلجم (الإنجليزية)
- بوب براون على موقع بروبوليرز (الإنجليزية)